# Die tote Stadt
Ne doit pas être confondu avec  La Ville morte (Boulanger).
Personnages
- Paul/Gaston/Victorin/Albert (ténor)
- Marie/Marietta (soprano)
- Hariette/Juliette (soprano)
- Brigitta/Lucienne (mezzo-soprano)
- Frank-Fritz (baryton)
- Compagnons de fête (chœur)

Die tote Stadt (La Ville morte) est un opéra en trois actes d'Erich Wolfgang Korngold sur un livret du compositeur (sous le pseudonyme de Paul Schott) et de son père, d'après la pièce Le Mirage de Georges Rodenbach adaptée de son roman Bruges-la-Morte (1892), créé en 1920 à Hambourg.

## Historique
Die tote Stadt est un ouvrage de jeunesse du compositeur, âgé de vingt-trois ans lors de sa création. L'opéra est inspiré de la pièce Le Mirage de Georges Rodenbach et adaptée de son roman Bruges-la-Morte de 1892. Le livret est écrit par le compositeur et son père, sous le pseudonyme de Paul Schott.
L'ouvrage est créé simultanément le 4 décembre 1920 à Hambourg sous la direction d'Egon Pollack, et à Cologne sous la direction d'Otto Klemperer.
La création française en janvier 1982 au Théâtre des Champs-Élysées sous la direction d'Henry Lewis.

## Description
Die tote Stadt est un opéra en trois actes en allemand. L'adaptation du livret suit la trame de l'œuvre originale, hormis la fin, où est rajoutée une scène montrant que le récit était un rêve, atténuant ainsi l'aspect dramatique de l'histoire, mais permettant au compositeur d'exagérer l'intensité des scènes.
La partition est généreuse en musique et présente de nombreux leitmotiv, où à l'orchestre symphonique est ajouté un bon nombre de percussions et plusieurs claviers. L'ouvrage se rattache au mouvement du post-romantisme allemand augmenté de références au symbolisme. S'y entrecroisent les influences de Puccini, Richard Strauss, Gustav Mahler. Les scènes de la partition présentent des styles différents selon leur caractère, allant de l'expressionnisme d'avant-garde lors des moments de violence à des teintes impressionnistes et symbolistes pour d'autres passages. Certains extraits légers du livret donnent l'occasion au compositeur de proposer des mélodies telles que l'on retrouve à l'opérette.

### Distribution
| Rôle                        | Voix          | Première Hambourg, 4 décembre 1920 (Chef d'orchestre : Egon Pollak) | Première Cologne, 4 décembre 1920 (Chef d'orchestre : Otto Klemperer) |
| --------------------------- | ------------- | ------------------------------------------------------------------- | --------------------------------------------------------------------- |
| Paul/Gaston/Victorin/Albert | ténor         | Richard Schubert                                                    | Karl Schröder                                                         |
| Marie/Marietta              | soprano       | Annie Münchow                                                       | Joanna Klemperer                                                      |
| Hariette/Juliette           | soprano       | Maria Jeritza                                                       | Joanna Klemperer                                                      |
| Brigitta/Lucienne           | mezzo-soprano | Maria Olszewska                                                     | Katherina Rohr                                                        |
| Frank-Fritz                 | baryton       | Josef Degler                                                        | Karl Renner                                                           |
| Compagnons de fête          | chœur         |                                                                     |                                                                       |

## Résumé
Dans l'atmosphère brumeuse de Bruges, Paul vit immergé dans le souvenir de sa femme défunte, Marie. Son ami Frank et sa femme de chambre Brigitta tentent vainement par des reproches de le sortir de son obsession. Paul croit voir sa femme réincarnée dans la danseuse Marietta qui lui chante la chanson que Marie lui chantait : Glück, das mir verblieb. Marietta semble prête à l'aimer.

## Discographie sélective
- Chœur der Bayerischen et Münchner Rundfunkorchester, direction Erich Leinsdorf, avec Carol Neblett, René Kollo, Hermann Prey, Benjamin Luxon RCA - 1975[3].
- DVD Bayerische Staatsoper, Die Tote Stadt, mise en scène de Simon Stone, direction musicale de Kiril Petrenko, avec Jonas Kaufmann (Paul), Marlis Petersen (Marie). Enregistré à l'Opéra de Munich en décembre 2019, sortie DVD juillet 2021[4].